# Ardmore (Ross-shire)
Ardmore is een dorp dat ligt op de zuidelijke oever van Dornoch Firth in Ross and Cromarty in de Schotse Hooglanden.